# Oceàna
Pour les articles homonymes, voir Oceana.
Personnages
- Ers, un esprit de la mer
- Init, dieu des eaux
- Nersa, amoureuse d'Init
- Vadar, amoureux de Nersa
- Uls, un esprit de la mer déguisé en vieil homme
- Hareb, frère de Vadar

Oceàna est un opéra (commedia fantastica) en trois actes d'Antonio Smareglia écrit en 1902 sur un livret de Silvio Benco. 

## Historique
Il a été joué pour la première fois au Teatro alla Scala de Milan le 22 janvier 1903, dirigé par Arturo Toscanini en présence de Gabriele D'Annunzio. L'œuvre était très attendue et la première a réuni de nombreuses personnalités musicales de l'époque, dont Puccini, Boito, Giordano, Leoncavallo et Cilea. La première représentation a suscité une certaine perplexité, qui s'est atténuée dans les représentations suivantes ; parmi les pièces les plus populaires figurent la symphonie, le quatuor (aux « accents vifs et modernes ») et le quintette (« la plus belle page de toute l'œuvre ») du troisième acte.
La critique moderne identifie l'une des forces de l'œuvre dans la capacité de Smareglia à élaborer des mouvements lyriques larges et descriptifs, qui confèrent à la musique la puissance évocatrice requise par les visions fantastiques créées par le librettiste. Les interventions symphoniques et plus généralement le rôle de l'orchestre ont donc une importance particulière dans cet opéra.
Une suite pour orchestre, également transcrite piano à 2 ou 4 mains, a été tirée de cet opéra.

## Rôles
| Rôle                                            | Voix    | Distribution lors de la Première, 22 janvier 1903 Direction: Arturo Toscanini |
| ----------------------------------------------- | ------- | ----------------------------------------------------------------------------- |
| Ers, un esprit de la mer                        | baryton | Rodolfo Angelini-Fornari                                                      |
| Init, dieu des eaux                             | ténor   | Giovanni Zenatello                                                            |
| Nersa                                           | soprano | Amelia Karola                                                                 |
| Vadar, amoureux de Nersa                        | baryton | Nestore della Torre                                                           |
| Uls, un esprit de la mer déguisé en vieil homme | basse   | Oreste Luppi                                                                  |
| Hareb, frère de Vadar                           | baryton | Michele Wigley                                                                |

## Argument
L'action se passe dans un village en Syrie, alors province romaine.
Une belle jeune fille, Nersa, est courtisée par l'aîné des Vadar. Nersa est fascinée quand Ers, un esprit marin, lui raconte des histoires mystérieuses sur la vie dans les mers et lui parle d'Init, le dieu de l'eau. Lorsque ses compatriotes décident de la punir pour avoir tenté de quitter le village, Uls (un autre esprit marin sous les traits d'un vieil homme) suggère que la punition soit de passer trois jours et trois nuits seule au bord de la mer. Lorsque Nersa est laissée sur le rivage, Init apparaît, accompagnée de nymphes et de sirènes, et courtise Nersa, lui donnant le nom d'Océana. Vadar et son frère Hareb arrivent dans un bateau. Init ordonne aux sirènes de rendre les deux hommes fous. Lorsque Hareb commence à montrer des signes de folie, Nersa dit à contrecœur au revoir à la mer et retourne au village avec Vadar. Bien qu'elle accepte d'épouser Vadar, Nersa rêve toujours d'Init. Le jour du mariage entre Nersa et Vadar, Init apparaît et convainc Nersa de s'enfuir avec lui. Vadar les surprend embrassés et décide de libérer Nersa de l'engagement du mariage, demandant seulement au dieu de guérir Hareb de la folie et de le rendre fou à la place. Pour Vadar, la vie n'a plus de sens sans la bien-aimée Nersa.